# عالق في المطر (فلم 1914)
عالق في المطر (بالإنجليزية: Caught in the Rain)، يعرف أيضا (تشارلي في المطر)، وهو فيلم كوميدي أمريكي صامت من عام 1914 بطولة تشارلي تشابلن تم إنتاجه في استوديوهات كيستون.

## القصة
يتفرق زوجان في المتنزه، فيستغل تشارلي الفرصة للتحدث مع السيدة ولكنه يواجه بعض المشاكل مع الزوج عندما يعود مرة أخرى.

## طاقم التمثيل
- تشارلي تشابلن - ضيف الفندق
- ماك سوين - الزوج
- أليس دافنبورت - الزوجة
- أليس هاول - ضيف الفندق

## وصلات خارجية
- مقالات تستعمل روابط فنية بلا صلة مع ويكي بيانات
- Caught in the Rain على يوتيوب